# Công quốc Normandie
Công quốc Normandie (tiếng Norman: Duchie de Normaundie, tiếng Pháp: Duché de Normandie) là một cựu quốc gia tồn tại từ năm 996 đến năm 1259, được cai trị bởi các Công tước xứ Normandy, họ là những hậu duệ nam của Rollo, một nhà quân sự người Viking. Đến thế kỷ XIII, công quốc này bị Vương quốc Pháp thôn tính và sáp nhập, trở thành một đơn vị hành chính cấp tỉnh của Pháp, đôi khi, tước hiệu Công tước xứ Normandy được phong cho một hoàng tử, con thứ của một vị vua Pháp.
Mặc dù Công quốc Normandy đã không còn tồn tại, kể từ thế kỷ XIII, nhưng bất cứ một vị quân chủ nào của Vương quốc Anh cũng tuyên bố mình là Công tước xứ Normandy, dù cho vị quân chủ ấy là vua hay nữ vương.

## Lịch sử
Công quốc Normandie bắt đầu 911 sau hiệp ước Saint-Clair-sur-Epte giữa Charles III của Tây Frank và Rollo, người cầm đầu nhóm người Viking Norman ở Đan Mạch. Công quốc được thành lập dưới thời Richard II 996. Từ 1035 tới 1135 lãnh thổ này thuộc các vua Norman Anh, sau đó sau 15 năm được cai trị bởi Stephen của Blois và Geoffrey Plantagenet, đến phiên các vua Angevin của Anh từ 1150 tới 1204. Normandie sau đó bị chiếm bởi Philippe II của Pháp 1204 và từ đó là một lãnh thổ tranh chấp cho đến Hiệp ước Paris 1259, khi các vị vua Anh không đòi lại nữa, ngoại trừ Quần đảo Eo Biển.

## Các công tước Normandie
1. Rollo, 911–927 - bá tước
2. William I Longsword, 927–942
3. Richard I Fearless, 942–996
4. Richard II the Good, 996–1027
5. Richard III, 1026–1027
6. Robert I the Magnificent, 1027–1035
7. William II the Conqueror * (sau này được gọi là William I của Anh), 1035–1087
8. Robert II Curthose, 1087–1106
9. Henry I Beauclerc, 1106–1135
10. William III Adelin: 1120
11. Stephen xứ Blois *, 1135–1144
12. Geoffrey V Plantagenet, 1144–1150
13. Henry II Curtmantle, 1150–1189
14. Henry the Young King, 1170–1183
15. Richard IV Sư tử tâm, 1189–1199
16. John I Lackland, 1199–1204
17. Henry III *, 1216–1259
18. Jean le Bon, 1332-1350
19. Charles I, 1355 - 8 tháng 4 năm 1364
20. Charles II, Công tước Berry: 1461-1465